# Été violent
Pour plus de détails, voir Fiche technique et Distribution.
Été violent (Estate violenta) est un film franco-italien réalisé par Valerio Zurlini, sorti en 1959. Situé dans la station balnéaire italienne de Riccione en juillet 1943, il dépeint une histoire d'amour entre le jeune fils réfractaire d'un important fasciste, interprété par Jean-Louis Trintignant, et la veuve d'un officier de marine, plus âgée que lui, interprétée par Eleonora Rossi Drago.
Le film a remporté le ruban d'argent de la meilleure actrice (Eleonora Rossi Drago) et de la meilleure musique (Mario Nascimbene)

## Synopsis
Italie, juillet 1943. Carlo Caremoli, 20 ans, fils d'un hiérarque fasciste, rejoint en train un groupe d'amis en vacances à Riccione. Le jeune homme, grâce à l'ajournement de ses études et à l'influence de son père, a réussi à éviter de partir au service militaire. Dans une atmosphère insouciante et dans un milieu absolument éloigné des difficultés dans lesquelles se trouve l'Italie à cause de la guerre, nous voyons ce groupe de jeunes de la classe moyenne supérieure passer leurs journées entre la plage, les fêtes et les promenades en bateau. Entre Carlo et Rossana se développe une sympathie qui pourrait déboucher sur une liaison amoureuse.
La vie tranquille de cette bande d'amis est interrompue par un avion de la Luftwaffe allemande qui vole à très basse altitude le long de la côte, terrorisant délibérément les baigneurs : dans la confusion qui s'ensuit, Carlo tombe sur Colomba, une petite fille perdue, et fait la connaissance de Roberta, la mère de la fillette, qui lui propose de les raccompagner.
Roberta est une charmante jeune femme de 30 ans qui mène une vie monotone et retirée avec sa mère et une femme de ménage. Son mari, un héros de la marine royale, est mort au combat et les femmes passent leurs journées à recevoir occasionnellement la visite d'officiers et de subalternes venus saluer la mémoire de l'homme tombé au champ d'honneur.

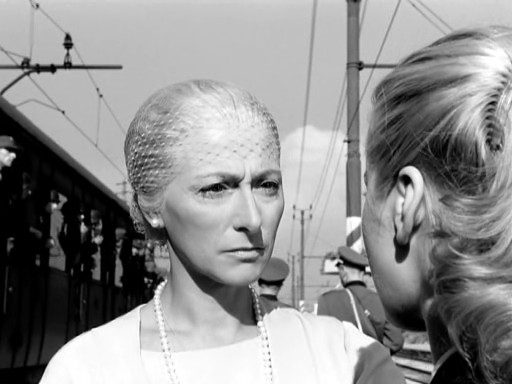
Lilla Brignone dans une scène du film.

Quelques jours plus tard, Roberta s'approche du bateau des garçons qui nagent au large et demande si elle peut se reposer un instant avant de reprendre la nage. L'hostilité avec laquelle elle est accueillie par Rossana, qui a du mal à lui parler, l'oblige à quitter le bateau presque immédiatement et à nager jusqu'au rivage. Carlo perçoit le malaise et, presque pour s'excuser, se rend plus tard dans la maison de la veuve et propose une excursion à Saint-Marin, tout proche, à la recherche de denrées alimentaires qui manquent dans la ville. Roberta, malgré les conseils de sa mère, qui se méfie du jeune homme et de la famille dont il est issu (son père est un tyran violent de la première heure et sa mère était surnommée Pompadour), après un premier refus embarrassé, décide de sortir avec lui. Au cours de la promenade à Saint-Marin, ils échangent des confidences maladroites, mais l'attirance est de plus en plus forte et Carlo se voit promettre un autre voyage au château de Gradara, célèbre pour l'épisode de Paolo et Francesca.
En rentrant chez elle, Roberta trouve Maddalena, la jeune sœur de son mari, qui l'attend. En larmes, Maddalena lui demande l'hospitalité et lui confie qu'elle a dû fuir l'endroit où elle vivait, laissant seule sa mère qui s'obstinait à ne pas vouloir quitter sa maison, malgré le danger des bombardements.
Maddalena est immédiatement acceptée dans le cercle d'amis. Un soir, elle est invitée, avec Roberta, à une soirée au cirque. Pendant le spectacle, les lumières s'éteignent et tout le groupe se rend dans la maison de Carlo, où au son de vieux disques — dont certains d'origine étrangère — des couples se forment et commencent à danser. Après un jeu de regards et de sous-entendus, Carlo et Roberta se retrouvent dans l'obscurité du jardin et, alors qu'ils s'embrassent, ils sont surpris par Rossana qui s'enfuit en pleurant. Le lendemain, Roberta tente de convaincre Carlo de ne pas revenir et d'oublier ce qui s'est passé entre eux, mais Carlo surmonte facilement sa résistance.
Le 25 juillet, la radio annonce la chute du gouvernement de Mussolini et diffuse la déclaration du maréchal Badoglio. Les maisons fascistes sont prises d'assaut, les hiérarques battus, mais le père de Carlo parvient à s'échapper et la maison est réquisitionnée pour héberger les évacués. Pendant ce temps, la passion de Carlo et Roberta se consume en rencontres sur la plage, puis même chez elle, où Carlo passe toute la nuit. La mère de Roberta lui rappelle ses responsabilités de mère et de veuve d'un médaillé d'or. Pendant ce temps, Magdalena, visiblement mal à l'aise, décide de quitter la maison et de s'en aller.
Au cours d'une nuit passée une fois de plus sur la plage devant le Grand Hotel Riccione (it), ils sont surpris par un soldat en patrouille qui découvre que les documents de retour de Carlo sont périmés et lui ordonne de se présenter le lendemain à l'état-major de Bologne. Roberta ne veut pas perdre son amant et propose qu'ils se rendent à Rovigo pour se cacher ensemble dans une villa inhabitée dont elle est propriétaire. Mais le train dans lequel ils sont montés est obligé de s'arrêter en pleine campagne à cause d'un terrible bombardement : dans le choc amer avec la réalité, au milieu de la mort et de la destruction, Carlo se sent appelé à ses devoirs et demande à Roberta de retourner auprès de la jeune fille, tandis qu'il choisit d'aller vers son avenir.

## Fiche technique
- Titre français : Été violent
- Titre original italien : Estate violenta
- Réalisation : Valerio Zurlini, assisté de Florestano Vancini et Mario Missiroli
- Scénario : Suso Cecchi D'Amico, Giorgio Prosperi et Valerio Zurlini, sur un sujet de ce dernier
- Photographie : Tino Santoni (de)
- Musique : Mario Nascimbene
- Direction musicale : Franco Ferrara
- Direction artistique : Dario Cecchi et Massimiliano Capriccioli
- Montage : Mario Serandrei
- Producteur : Silvio Clementelli (it)
- Sociétés de production : Titanus (Rome) et la S.G.C. (Paris)
- Pays d'origine :  Italie
- Genre : Drame - Noir et blanc - 100 min
- Dates de sorties : Italie, 13 novembre 1959 - France, 5 juillet 1963

## Distribution

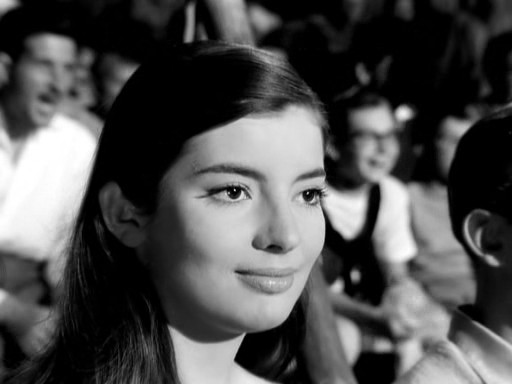
Jacqueline Sassard dans une scène du film.

- Eleonora Rossi Drago : Roberta Parmesan
- Jean-Louis Trintignant : Carlo Caremoli
- Jacqueline Sassard : Rossana
- Cathia Caro : Serena
- Lilla Brignone : la mère de Roberta
- Enrico Maria Salerno : Ettore Caremoli, le père de Carlo
- Raf Mattioli : Giorgio
- Federica Ranchi : Maddalena
- Giampiero Littera (it) : Daniele
- Bruno Carotenuto : Giulio
- Sergio Paolini (it) : Sergio
- Tina Gloriana : Emma
- Nadia Gray

## Production
À propos de la genèse de son film, le réalisateur Valerio Zurlini écrit :
« Scelsi il tema degli anni Quaranta perché era il tema della mia giovinezza. Il film però non è affatto autobiografico. Ogni tanto mi accusano di fare dell’autobiografia, ma io ritengo – come diceva Thomas Mann – che l’autobiografia sia la malattia infantile di uno scrittore, e perciò tento di evitarla disperatamente. (…) Questo non toglie che l’autobiografismo, cacciato dalla porta, rientri dalla finestra, perché rientra nell’atmosfera, nel tempo che si descrive, nell’aria, in tante cose. Io mi ero sempre rammentato quell’ultima, incredibile, drammatica e strana vacanza che era stata l’estate del ’43, dopo la quale per me, per due anni, non ci furono più vacanze né estati perché andai in guerra »
— Valerio Zurlini

« J'ai choisi le thème des années 1940 parce que c'était le thème de ma jeunesse. Le film n'est cependant pas du tout autobiographique. De temps en temps, on m'accuse d'être autobiographique, mais je crois - comme l'a dit Thomas Mann - que l'autobiographie est la maladie infantile de l'écrivain, et c'est pourquoi j'essaie désespérément de l'éviter. (...) Cela n'empêche pas que l'autobiographie, après avoir été jetée par la porte, rentre par la fenêtre, parce qu'elle rentre dans l'atmosphère, dans le temps qui est décrit, dans l'air, dans tant de choses. Je me suis toujours souvenu de ces dernières vacances, incroyables, dramatiques et étranges, de l'été 43, après lesquelles, pendant deux ans, il n'y a plus eu de vacances ni d'étés, parce que je suis parti à la guerre. »
Le film, tourné entre les Marches et l'Émilie-Romagne, comporte plusieurs plans avec le promontoire de Gabicce Mare en arrière-plan, ainsi que le littoral entre Fano et Pesaro, Rimini, et un aperçu du Montefeltro depuis le haut de Saint-Marin,.

## Censure
Le film, en raison des scènes de nudité, très peu nombreuses, des deux protagonistes au lit, a été en partie manifestement censuré ; la version originale a été diffusée en  Italie que plus tard, 20 ans après sa sortie.

## Appréciation critique
« Été violent explore avec beaucoup de subtilité les rapports familiaux, les instincts de classe et les dilemmes inhérents à l'opposition entre individualisme et collectif.[...]
Premier baiser, frisson coupable. Le noir et blanc, l'éclat du désir en pleine obscurité : voilà un cinéma disparu, sauf chez Wong Kar-wai.[...]
Il faut dire que le rôle de Roberta est tenu par une splendeur : Eleonora Rossi Drago, belle brune aux accents de Lucia Bosè, ancienne Miss Italie, qui avait tourné auparavant avec Antonioni (Femmes entre elles) et qui abandonna le cinéma en 1970. »

— Jean-Luc Douin, Le Monde, 12 juillet 2006
.

## Récompenses
- Festival du film de Taormine (Sicile) 1960 : Rubans d'argent de la meilleure actrice pour Eleonora Rossi Drago, et de la meilleure musique de film pour Mario Nascimbene ;
- Festival international du film de Mar del Plata (Argentine) 1960 : Prix de la meilleure actrice pour Eleonora Rossi Drago.